# Cantone di Noailles
Il Cantone di Noailles era una divisione amministrativa dell'arrondissement di Beauvais.
È stato soppresso a seguito della riforma complessiva dei cantoni del 2014, che è entrata in vigore con le elezioni dipartimentali del 2015.
Comprendeva i comuni di:
- Abbecourt
- Berthecourt
- Cauvigny
- Le Coudray-sur-Thelle
- Le Déluge
- Hermes
- Hodenc-l'Évêque
- Laboissière-en-Thelle
- Lachapelle-Saint-Pierre
- Montreuil-sur-Thérain
- Mortefontaine-en-Thelle
- Mouchy-le-Châtel
- La Neuville-d'Aumont
- Noailles
- Novillers
- Ponchon
- Sainte-Geneviève
- Saint-Sulpice
- Silly-Tillard
- Villers-Saint-Sépulcre
- Warluis